# Wicca britannica tradizionale
Wicca britannica tradizionale è il termine usato in America per raggruppare le tradizioni wiccan originarie della Gran Bretagna. Più comunemente, negli Stati Uniti il termine designa in senso stretto le coven che discendono in linea diretta da tradizioni originarie britanniche o, in senso largo, le tradizioni rimaste più o meno fedeli all'insegnamento di Gerald Gardner e le coven in cui sono più forti le influenze britanniche, in contrapposizione alle tradizioni sviluppatesi autonomamente in America Settentrionale. Il termine è usato anche nel Regno Unito e in Irlanda, dove però l'aggettivo "britannica" è percepito come scontato.
Una classificazione puntuale è tuttavia difficile e nel termine confluiscono anche tradizioni americane di origine non britannica.
La Wicca britannica tradizionale ha esercitato una forte influenza sulla wicca in generale, soprattutto sulle tradizioni di formazione recente. Al suo interno, le tradizioni più prominenti sono la Wicca gardneriana e la Wicca alexandriana (entrambe sorte nel Regno Unito, fondate rispettivamente da Gerald Gardner, col contributo di Doreen Valiente, e da Alex Sanders) e la Wicca della Valle Centrale (innestata in America settentrionale da wiccan inglesi). Tra le altre tradizioni incluse nel termine figura la Wicca della Stella Blu.
Per alcuni wiccan il termine è riferito al lignaggio e designa coloro che hanno ricevuto l'iniziazione da un wiccan, a sua volta iniziato a una tradizione britannica.